# Acuario de Ōarai
El  Acuario de Ōarai (アクアワールド・大洗  Aqua world ・ Ōarai ?) formalmente llamado Ōarai Aquarium, es un acuario localizado en Ōarai (Ibaraki) en Japón, frente al Océano Pacífico.

## Detalles

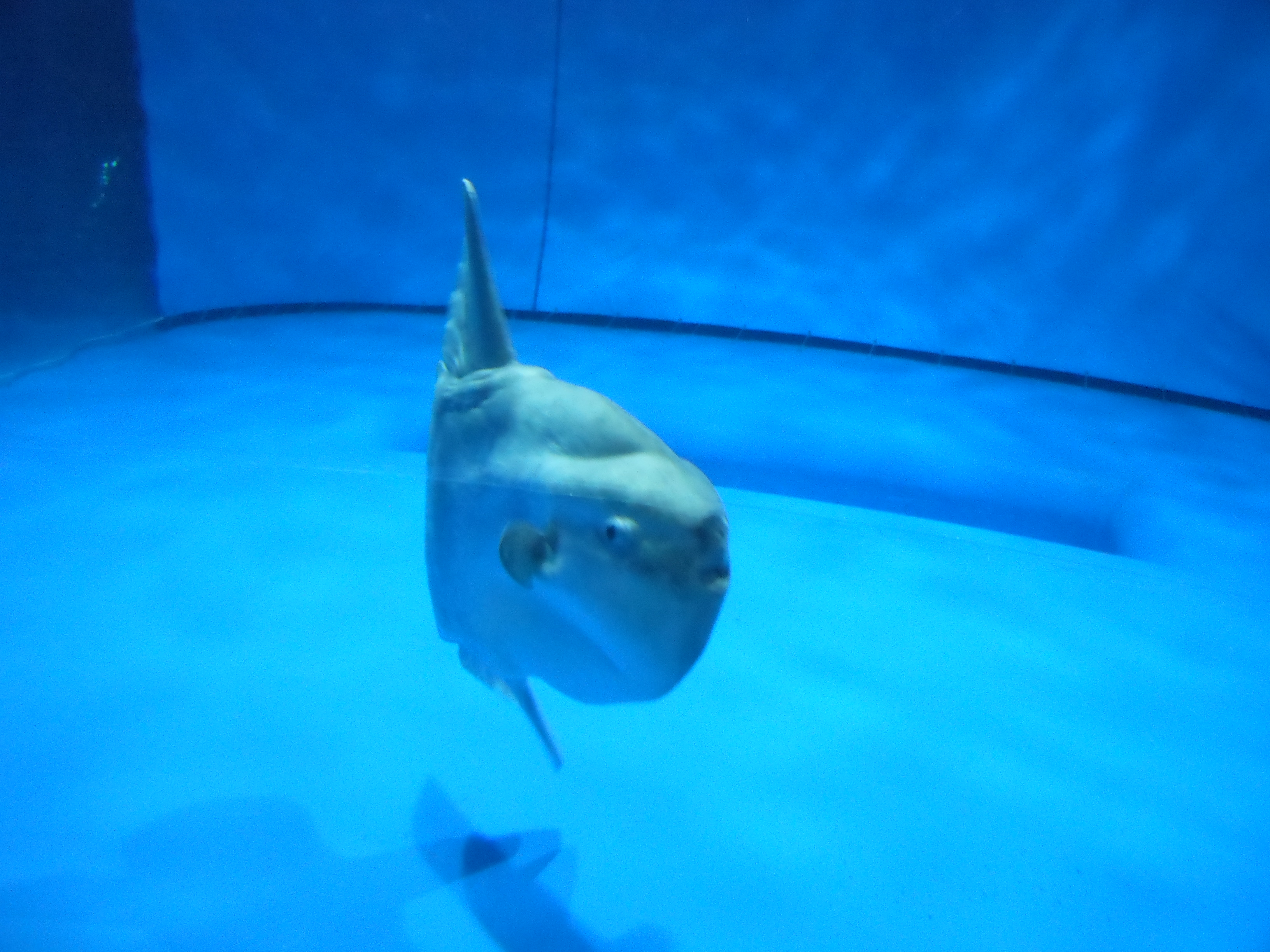
Pez luna en el Aqua World.

Ubicado al norte del puerto de Ōarai en la desembocadura del río Naka, el acuario actualmente posee un área de 19.800 m², y es uno de los acuarios más grandes de Japón. 
El escenario cuenta con 60 tanques de agua con un volumen total de 4.100 m³ para exhibición de animales marinos.
Posee alrededor de unas 68,000 criaturas marinas de unas 580 especies. El acuario se pueden observar 48 especies de tiburones, además delfines, focas, pingüinos, entre otros.
Contiene un Museo de vida marina que permite a los visitantes conocer la anatomía y el comportamiento de los peces y otras formas de vida marina. En el museo hay diferentes muestras de algas marinas, plancton, tiburones, un globo terráqueo, ballenas, peces luna y pingüinos.
Dirección: 〒311-1301, 8252-3 Isohama-chō, Ōarai-machi, Higashiibaraki-gun, Ibaraki-ken, Japan.

## Historia
La primera inauguración del acuario fue en junio de 1952 y fue construido a pocos cientos de metros al sur de la actual con el nombre de Acuario prefectural de Ōarai.
En 1970 en la segunda generación del "Acuario de Ōarai" se abrió con una piscina.
En 1976 se realiza la primera celebración de un espectáculo con pingüinos en Japón.
Cerrado temporalmente el 10 de mayo de 2001 debido a la construcción del nuevo acuario.
Se reinaugura el acuario el 21 de marzo de 2002, con el nombre de Aqua World • Ōarai. 